# Рейчел Рідделл
Рейчел Рідделл (англ. Rachel Riddell, 5 вересня 1984) — канадська ватерполістка.
Учасниця Олімпійських Ігор 2004 року.
Призерка Чемпіонату світу з водних видів спорту 2005, 2009 років.
Призерка Панамериканських ігор 2003, 2007, 2011 років.